# ウクライナにおけるロシアの拷問部屋
ウクライナにおけるロシアの拷問部屋（ウクライナにおけるロシアのごうもんべや）は、2022年ロシアのウクライナ侵攻において、ロシア軍がウクライナ国内の占領地に設置した住民を拷問するための施設である。
ウクライナの東部反攻が成功し、ハルキウ地域の多数の集落と村がロシアの占領から解放された後、当局は、この地域がロシア軍の支配下にあった際にロシア軍によって使用されていた拷問部屋を発見した。

## 9月に解放された地域
ロシアが6か月間占領したバラクリヤの町で、法医学の専門家、人権活動家、刑法の専門家、ウクライナの捜査官が、戦争犯罪と拷問の広範な証拠を発見した。ロシアの占領中、ロシア軍は「BalDruk」（戦前にオフィスを構えていた元出版社にちなむ）という名前の2階建ての建物を刑務所兼拷問センターとして使用していた。ロシアはまた、通りの向かいにある警察署の建物を拷問に使用した。占領中に約40人が拷問部屋に収容され、感電処刑、殴打、切断などのさまざまな形態の暴力を受けた。（自宅にウクライナ軍の制服を着た兄の写真があったため）逮捕され、拷問を受けたある人物は、壁越しに悲鳴が聞こえたと報告している。拷問の結果、少なくとも数人のウクライナ人囚人が死亡した。デルハチ市議会の情報部門責任者のアレクサンドル・クリクは、何人かの若い女性が数日間続いた集団レイプにさらされたと述べた。
別のロシアの拷問部屋は、地元の鉄道駅にある解放されたコザチャ・ロパン村で発見された。
ロシア軍が2022年4月1日に占領し、ウクライナ軍が2022年9月に解放したイジュームで、AP通信の記者は10か所の拷問現場を発見した。調査により、ウクライナの民間人と戦争捕虜の両方が「日常的に」拷問を受けていたことが判明し、拷問中に少なくとも8人の男性が死亡した。

### イジュームでの拷問としてのレイプ
占領下のイジュームでロシア兵に連行された52歳の女性は、夫が殴られている間、繰り返しレイプされた。彼女は7月1日に夫と一緒に逮捕され、頭にかばんをかぶせられ、イジュームの拷問部屋として機能する小さな小屋に連れて行かれた。ロシアの尋問者は、「（彼女から）『ウクライナ人』を叩き出す」だろう、彼女の遺体は決して見つからないだろうと彼女に伝え、ロシア兵達は強制的に彼女の服を脱がし、体を触り、彼女の家族に写真を送ると話した。女性は3日間にわたって部隊の司令官によって繰り返しレイプされ、他のロシア兵は近くのガレージで夫を殴打した。強姦犯は彼女をレイプしたことを夫に説明し、彼女は首を吊ろうとしたが失敗した。ロシアの兵士達は、彼女の足に電気ショックを与える拷問を行い始め、痛がる彼女に対して笑っていた。ロシアの指揮官は、女性の銀行番号を入手し、彼女の口座から資金を盗んだ。女性と夫は7月10日に釈放され、ロシア人によって目隠しされて近くのガソリンスタンドに投棄された。彼らは、ロシアに占領されていないウクライナの地域に向かい、9月にイジュームが解放されたときに帰宅した。

## その他の地域での拷問部屋
2022年7月、ガーディアン紙は、ロシア占領下のザポリージャ州の拷問部屋について、4月から収容されていた16歳の少年の証言に基づいて報じた。少年は、ロシアの侵略に対して敗北主義的な態度を表明するロシアの兵士を取り上げたソーシャルメディアの動画を携帯電話に持っていために、占領された都市メリトポリを離れようとしたときにロシアの兵士に逮捕され、ヴァシリウカの仮設刑務所に収容された。少年の証言によると、彼は拷問が行われた部屋、血痕、びしょ濡れの包帯を見て、拷問を受けている人々の悲鳴を聞いた。拷問には電気ショックと殴打が含まれ、数時間続くこともあった。
解放されたヘルソン市でも、FSBの拷問部屋として機能するロシアの仮設刑務所が発見された。 ウクライナ当局は、ある時点でそこに投獄された人の数を数千人に上ると見積もっている。他の拷問手段の中でも、FSB職員は犠牲者に対して電気ショックを使用した。

## 子供用の拷問部屋
ウクライナ軍によってロシアの占領下からヘルソンが解放された後、ウクライナ最高会議の人権委員会は、ロシア軍が設置した子供用の拷問部屋が見つかったと明らかにした。人権委員会のドミトロ・ルビネツによると、拘束された子供たちは食事をほとんど与えられず、水も1日おきにしか与えられなかったといい、さらに子供たちは、「親はお前を見捨てた」「家には二度と帰れない」などと言われる「心理的虐待」を受けていたという。
全体として、ウクライナ当局はヘルソン地域で10ヶ所の拷問部屋を発見し、そのうちの4つはヘルソン市内にあった。
2022年のウクライナ東部反攻で解放されたハルキウ地域でも、当局は、バラクリヤの町での2件を含む子供への拷問の証拠を発見した。拷問部屋に収容されていた子供の1人は、ナイフで切りつけられ、熱せられた金属で焼かれ、模擬処刑を受けたと述べている。

## 分析と反応
タイム誌に寄稿したジャーナリストのピーター・ポマランツェフは、拷問の体系的性質についてコメントし、さまざまな地域での（拷問）方法の一貫性は、拷問が命令に背く悪党の兵士（の行為）というよりも、ロシア軍の方針であることを意味すると推測した。
ウクライナのウォロディミル・ゼレンスキー大統領は、ハルキウ州のロシアから奪還した地域で、ロシア軍が作った拷問部屋が10ヶ所以上見つかり、「鉄道の駅にあった拷問部屋では電気ショックを与える道具なども見つかった」と明らかにした。ハリコフ地方検察庁は、「ロシア連邦の代表者が偽の法執行機関を作り、その地下に拷問部屋を設置し、民間人を非人道的な拷問にかけた」と述べた。
ウクライナの検察官は、ロシアによる拷問部屋の使用について捜査を開始した。